# Восьма миля
«Восьма миля» (англ. 8 Mile) — музичний фільм-драма 2002 року режисера Кертеса Генсона.
Емінем (Маршал Метерз) знявся в ролі молодого білого репера Джимі Сміта молодшого, який намагається одержати пошану й визнання серед чорношкірих реперів. У зніманні фільму також брали участь такі актори, як Кім Бейсінгер, Бріттані Мерфі, Мекі Файфер, Омар Бенсон Міллер, Майкл Шеннон, Еван Джонс.
Шосе Восьма миля — це дорога, що формує межу між переважно афроамериканським Детройтом, штат Мічиган, та більшістю «білих» північних передмість міста. Тому термін «Восьма миля» символізує бар'єр, який важко подолати.

## Сюжет
У 1995 році Джиммі Сміт-молодший, відомий під сценічним псевдонімом "B-Rabbit", мріє стати репером. Працюючи на заводі, він переїжджає до занедбаного трейлера в Детройті, де живе зі своєю матір’ю-алкоголічкою Стефані, молодшою сестрою Лілі та агресивним співмешканцем матері Грегом, який, як з’ясовується, навчався з Джиммі в школі. Після розриву з вагітною дівчиною Джейн Джиммі живе разом із другом Девідом Портером, відомим як "Future", який також є початківцем-репером. Хоча друзі підтримують Джиммі, він сумнівається у своїх здібностях. Під час реп-батлу в місцевому клубі Shelter, організованому Ф’ютчером, Джиммі охоплює страх сцени, і він принижено покидає виступ.
Вдень Джиммі працює на автомобільному заводі. Через брак грошей він просить додаткові зміни, але начальник відмовляє через його постійні запізнення. Пізніше Джиммі знайомиться з дівчиною на ім’я Алекс і починає брати відповідальність за своє життя. Стефані отримує повідомлення про виселення, але приховує це від Грега, сподіваючись, що його страхова виплата допоможе купити новий будинок.
Дружба Джиммі з Вінком, який має зв’язки з музичною індустрією, ускладнюється, коли Джиммі дізнається, що Вінк просуває його суперників — реперську групу "Лідери вільного світу", якій Джиммі програв на батлі. Під час сутички з цією групою друг Джиммі, Чеддар Боб, випадково стріляє собі в пах, але виживає після госпіталізації.
На роботі один із колег Джиммі ображає іншого працівника, Пола, у фристайлі, натякаючи на його гомосексуальність. Джиммі захищає Пола у власному фристайлі, що викликає захоплення колег і додає йому впевненості. Алекс, вражена його талантом, приходить на завод, і вони займаються сексом.
Грег дізнається про повідомлення про виселення і штовхає Стефані. Джиммі б’є Грега, після чого той іде від матері. Пізніше, після сварки зі Стефані, яка виганяє його з трейлера, Джиммі дізнається, що Вінк і Алекс разом. Розлючений, він нападає на Вінка, але зазнає нападу від "Лідерів вільного світу". Лідер банди, Папа Док, погрожує Джиммі пістолетом, але Вінк зупиняє його. Стефані мириться з Джиммі, вигравши 3200 доларів у бінго, що рятує їх від виселення.
Ф’ютчер переконує Джиммі помститися "Лідерам вільного світу" на наступному реп-батлі. Джиммі погоджується, але його начальник просить вийти на нічну зміну, що збігається з батлом. Алекс приходить на завод, прощається перед від’їздом до Нью-Йорка і сподівається побачити Джиммі на батлі. Це мотивує його, і він просить Пола підмінити його на початку зміни.
На батлі Джиммі перемагає двох членів "Лідерів вільного світу" — Лікеті-Спліта та Лотто. У фіналі проти Папи Дока Джиммі випереджає його, висміюючи власне "біле сміття" походження, складне життя та події фільму, а також розкриває, що Папа Док (справжнє ім’я Кларенс) — заможний хлопець із приватної школи, який живе з батьками. Принижений Папа Док здається, не сказавши ні слова.
Після привітань від Алекс і друзів Ф’ютчер пропонує Джиммі вести батли в Shelter. Джиммі відмовляється, кажучи, що це справа Ф’ютчера, а він має йти своїм шляхом, і повертається на роботу.

## У ролях
| Актор              | Роль                          |
| ------------------ | ----------------------------- |
| Емінем             | Джиммі «Кролик» Сміт-молодший |
| Кім Бейсінгер      | Стефані Сміт                  |
| Бріттані Мерфі     | Алекс Леторно                 |
| Мекай Файфер       | Девід «Ф'ючер» Портер         |
| Івен Джонс         | Чеддер Боб                    |
| Омар Бенсон Міллер | Сол Джордж                    |
| Де'Анджело Вілсон  | DJ lz                         |
| Ентоні Макі        | Папа Док (Кларенс)            |
| Xzibit             | Майк                          |
| Юджин Берд         | Уінк                          |
| Терін Меннінг      | Джанін                        |
| Хлоя Грінфілд]     | Лілі Сміт                     |
| Jake L             | крутий репер                  |

## Нагороди і премії

### Переможець
- Оскар 2003 р. (найкраща оригінальна пісня — Lose Yourself)
- MTV Movie Awards (номінація — прорив року) — Емінем[11]

### Номінант
- Золотий глобус 2003 р.
- Оскар-2003: найкраща оригінальна пісня — Lose Yourself
- MTV Movie Awards 2003 р.

## Цікаві факти
- На початку фільму Джиммі змагається з репером Lil'Tic, якого грає найкращий друг Емінема і член групи D12 Proof. Він, як і Емінем, був відомим детройтським фристайлером.
- У сцені на стоянці читає Обі Трайс, який в той момент вже був підписаний на лейбл Shady Records.
- Під час обідньої перерви читав Xzibit.
- До фільму вийшла добірка: "8 mile: Music from and Inspired by the Motion Picture".
- На зніманні фільму в залі масовка втомлювалася, і тоді режисер оголосив баттл, всі охочі могли взяти участь. Переможці будуть змагатися з Кроликом, і вони потраплять у фільм. Баттл відбувся (його можна переглянути на ліцензійному диску в додаткових матеріалах), але чомусь його не включили у фільм.
- Пісня Lose Yourself з фільму отримала Оскар за найкращий саундтрек.
- У фінальному баттлі використана музика пісні Mobb Deep — Shook Ones pt.II.
- Знімання фільму тривало 58 днів.
- Фільм був знятий у Детройті на 27 різних локаціях.